# Jan Bojarski
Jan Bojarski (ur. w 1822, zm. w 1898) – duchowny unicki.
Absolwent gimnazjum w Białej Podlaskiej, chełmskiego seminarium unickiego.
Wyświęcony w 1844 r. Proboszcz w Zabłociu, dziekan w Kodniu, administrator w Radzyniu Podlaskim, skąd chroniąc się przed prześladowaniami, zbiegł w 1873 r. do Galicji, gdzie dzięki pomocy jej ówczesnego namiestnika Agenora Gołuchowskiego objął unicką parafię w Husiatynie. 
Władze carskie, nie mogąc go dosięgnąć, represjonowały jego córki, które zostały internowane w Sandomierzu bez środków do życia. Dołączyły do ojca dopiero po kilku latach.
Utalentowany pisarz, publicysta i historyk. Wydał we Lwowie w 1874 r.  Recenzya rozporządzenia księdza Popiela pseudo-administratora dyecezyi chełmskiej wydanego w zamiarze zburzenia religii katolickiej w obrządku unickim, w 1878 r. Czasy Nerona w XIX wieku pod rządem moskiewskiem czyli ostatnie chwile unii w dyecezyi chełmskiej (na okładce opatrzone tytułem Ostatnie chwile unii pod berłem moskiewskim), a w 1885 r. dwutomowe wydanie drugie uzupełnione Czasy Nerona w XIX wieku pod rządem moskiewskim, czyli Prawdziwe Neronowskie prześladowanie Unii w diecezyi chełmskiej, podstawowe źródło do dziejów likwidacji wyznania unickiego w Królestwie Polskim.
Obok pracy pisarskiej zajmował się również tłumaczeniami. M.in. przełożył z francuskiego O wprowadzeniu języka rosyjskiego do obrzędów religii katolickiej na Litwie i w Polsce zamierzonym przez rząd moskiewski, z którego dochód przeznaczył na wsparcie rodzin księży unitów zbiegłych, lub wydalonych przez carat z diecezji chełmskiej do Galicji. Wydał też we Lwowie w swoim przekładzie z francuskiego w 1895 r.  Historya Focyusza apostoła syzmy moskiewskiej, greckiej i innych wschodnich narodów, oparta na świadectwach współczesnych pisarzy greckich czerpana z dzieł francuskich i innych a w 1897 r.w tłumaczeniu z niemieckiego Spełnienie ostatniego proroctwa w narodzie izraelskim o zburzeniu Jerozolimy i rozproszeniu ludu po świecie.
Członek dwunastoosobowej delegacji przyjętej przez nowo obranego papieża Leona XIII, któremu na audiencji w dniu 7 kwietnia 1878 r. przedstawił problemy prześladowanych unitów i uzyskał jego wsparcie duchowe.